# 13.ª etapa do Giro d'Italia de 2018
A 13.ª etapa do Giro d'Italia de 2018 decorreu em 18 de maio de 2018 entre Ferrara e Nervesa della Battaglia sobre um percurso de 180 km e foi ganhado no sprint pelo ciclista italiano Elia Viviani da equipe
```
Quick-Step Floors
, que alcança a sua terceira vitória de etapa na presente edição do Giro.
[
1
]
```

## Classificação da etapa
| \| Classificação por etapas \| Classificação por etapas \| Classificação por etapas \| Classificação por etapas \| Classificação por etapas \| \| Ciclista \| Ciclista \| Equipe \| Tempo \| \| \| ------------------------ \| ------------------------ \| --------------------------- \| ------------------------ \| ------------------------ \| \| 1. \| Elia Viviani \| Quick-Step Floors \| 3h56m25s \| \| \| 2. \| Sam Bennett \| Bora-Hansgrohe \| + 0s \| \| \| 3. \| Danny van Poppel \| LottoNL-Jumbo \| + 0s \| \| \| 4. \| Sacha Modolo \| EF Education First-Drapac \| + 0s \| \| \| 5. \| Ryan Gibbons \| Dimension Data \| + 0s \| \| \| 6. \| Jean-Pierre Drucker \| BMC Racing Team \| + 0s \| \| \| 7. \| Manuel Belletti \| Androni Giocattoli-Sidermec \| + 0s \| \| \| 8. \| Clément Venturini \| AG2R La Mondiale \| + 0s \| \| \| 9. \| Baptiste Planckaert \| Katusha-Alpecin \| + 0s \| \| \| 10. \| Jens Debusschere \| Lotto-Soudal \| + 0s \| \| |                     |                             |          |
| |                     |                             |          |
| Fonte: ProCyclingStats |                     |                             |          |
| Classificação por etapas |                     |                             |          |
| Ciclista | Ciclista            | Equipe                      | Tempo    |
| 1. | Elia Viviani        | Quick-Step Floors           | 3h56m25s |
| 2. | Sam Bennett         | Bora-Hansgrohe              | + 0s     |
| 3. | Danny van Poppel    | LottoNL-Jumbo               | + 0s     |
| 4. | Sacha Modolo        | EF Education First-Drapac   | + 0s     |
| 5. | Ryan Gibbons        | Dimension Data              | + 0s     |
| 6. | Jean-Pierre Drucker | BMC Racing Team             | + 0s     |
| 7. | Manuel Belletti     | Androni Giocattoli-Sidermec | + 0s     |
| 8. | Clément Venturini   | AG2R La Mondiale            | + 0s     |
| 9. | Baptiste Planckaert | Katusha-Alpecin             | + 0s     |
| 10. | Jens Debusschere    | Lotto-Soudal                | + 0s     |

## Classificações ao final da etapa

### Classificação geral(Maglia Rosa)
| \| Classificação geral \| Classificação geral \| Classificação geral \| Classificação geral \| Classificação geral \| \| Ciclista \| Ciclista \| Equipe \| Tempo \| \| \| ------------------- \| ------------------- \| ------------------- \| ------------------- \| ------------------- \| \| 1. \| Simon Yates \| Mitchelton-Scott \| 55h54m20s \| \| \| 2. \| Tom Dumoulin \| Team Sunweb \| + 47s \| \| \| 3. \| Thibaut Pinot \| Groupama-FDJ \| + 1m04s \| \| \| 4. \| Domenico Pozzovivo \| Bahrain-Merida \| + 1m18s \| \| \| 5. \| Richard Carapaz \| Movistar Team \| + 1m56s \| \| \| 6. \| George Bennett \| LottoNL-Jumbo \| + 2m09s \| \| \| 7. \| Rohan Dennis \| BMC Racing Team \| + 2m36s \| \| \| 8. \| Pello Bilbao \| Astana \| + 2m54s \| \| \| 9. \| Patrick Konrad \| Bora-Hansgrohe \| + 2m55s \| \| \| 10. \| Fabio Aru \| UAE Team Emirates \| + 3m10s \| \| |                    |                   |           |
| |                    |                   |           |
| Fonte: ProCyclingStats |                    |                   |           |
| Classificação geral |                    |                   |           |
| Ciclista | Ciclista           | Equipe            | Tempo     |
| 1. | Simon Yates        | Mitchelton-Scott  | 55h54m20s |
| 2. | Tom Dumoulin       | Team Sunweb       | + 47s     |
| 3. | Thibaut Pinot      | Groupama-FDJ      | + 1m04s   |
| 4. | Domenico Pozzovivo | Bahrain-Merida    | + 1m18s   |
| 5. | Richard Carapaz    | Movistar Team     | + 1m56s   |
| 6. | George Bennett     | LottoNL-Jumbo     | + 2m09s   |
| 7. | Rohan Dennis       | BMC Racing Team   | + 2m36s   |
| 8. | Pello Bilbao       | Astana            | + 2m54s   |
| 9. | Patrick Konrad     | Bora-Hansgrohe    | + 2m55s   |
| 10. | Fabio Aru          | UAE Team Emirates | + 3m10s   |

### Classificação por pontos(Maglia Ciclamino)
| Classificação por pontos | Classificação por pontos | Classificação por pontos      | Classificação por pontos | Classificação por pontos |
| Ciclista                 | Ciclista                 | Equipe                        | Pontos                   |                          |
| ------------------------ | ------------------------ | ----------------------------- | ------------------------ | ------------------------ |
| 1.                       | Elia Viviani             | Quick-Step Floors             | 237 pts                  |                          |
| 2.                       | Sam Bennett              | Bora-Hansgrohe                | 197 pts                  |                          |
| 3.                       | Sacha Modolo             | EF Education First-Drapac     | 94 pts                   |                          |
| 4.                       | Davide Ballerini         | Androni Giocattoli-Sidermec   | 90 pts                   |                          |
| 5.                       | Marco Frapporti          | Androni Giocattoli-Sidermec   | 89 pts                   |                          |
| 6.                       | Danny van Poppel         | LottoNL-Jumbo                 | 89 pts                   |                          |
| 7.                       | Simon Yates              | Mitchelton-Scott              | 86 pts                   |                          |
| 8.                       | Niccolò Bonifazio        | Bahrain-Merida                | 68 pts                   |                          |
| 9.                       | Eugert Zhupa             | Wilier Triestina-Selle Italia | 64 pts                   |                          |
| 10.                      | Enrico Battaglin         | LottoNL-Jumbo                 | 59 pts                   |                          |

### Classificação da montanha(Maglia Azzurra)
| Classificação da montanha | Classificação da montanha | Classificação da montanha   | Classificação da montanha | Classificação da montanha |
| Ciclista                  | Ciclista                  | Equipe                      | Pontos                    |                           |
| ------------------------- | ------------------------- | --------------------------- | ------------------------- | ------------------------- |
| 1.                        | Simon Yates               | Mitchelton-Scott            | 58 pts                    |                           |
| 2.                        | Esteban Chaves            | Mitchelton-Scott            | 47 pts                    |                           |
| 3.                        | Thibaut Pinot             | Groupama-FDJ                | 36 pts                    |                           |
| 4.                        | Fausto Masnada            | Androni Giocattoli-Sidermec | 35 pts                    |                           |
| 5.                        | Richard Carapaz           | Movistar Team               | 23 pts                    |                           |
| 6.                        | Giulio Ciccone            | Bardiani CSF                | 22 pts                    |                           |
| 7.                        | Domenico Pozzovivo        | Bahrain-Merida              | 16 pts                    |                           |
| 8.                        | Natnael Berhane           | Dimension Data              | 15 pts                    |                           |
| 9.                        | Davide Formolo            | Bora-Hansgrohe              | 13 pts                    |                           |
| 10.                       | Mikaël Cherel             | AG2R La Mondiale            | 12 pts                    |                           |

### Classificação dos jovens(Maglia Bianca)
| Classificação dos jovens | Classificação dos jovens | Classificação dos jovens    | Classificação dos jovens | Classificação dos jovens |
| Ciclista                 | Ciclista                 | Equipe                      | Tempo                    |                          |
| ------------------------ | ------------------------ | --------------------------- | ------------------------ | ------------------------ |
| 1.                       | Richard Carapaz          | Movistar Team               | 55h56m16s                |                          |
| 2.                       | Miguel Ángel López       | Astana                      | + 1m21s                  |                          |
| 3.                       | Ben O'Connor             | Dimension Data              | + 1m29s                  |                          |
| 4.                       | Sam Oomen                | Team Sunweb                 | + 1m44s                  |                          |
| 5.                       | Maximilian Schachmann    | Quick-Step Floors           | + 2m05s                  |                          |
| 6.                       | Valerio Conti            | UAE Team Emirates           | + 11m11s                 |                          |
| 7.                       | Fausto Masnada           | Androni Giocattoli-Sidermec | + 12m13s                 |                          |
| 8.                       | Matej Mohorič            | Bahrain-Merida              | + 24m37s                 |                          |
| 9.                       | Jack Haig                | Mitchelton-Scott            | + 30m05s                 |                          |
| 10.                      | Felix Großschartner      | Bora-Hansgrohe              | + 41m07s                 |                          |

### Classificação por equipas"Super Team"
| Classificação por equipes | Classificação por equipes | Classificação por equipes | Classificação por equipes |
| Equipe                    | Equipe                    | Tempo                     |                           |
| ------------------------- | ------------------------- | ------------------------- | ------------------------- |
| 1.                        | Mitchelton-Scott          | 167h50m23s                |                           |
| 2.                        | Astana                    | + 3m11s                   |                           |
| 3.                        | Sky                       | + 4m07s                   |                           |
| 4.                        | UAE Team Emirates         | + 14m31s                  |                           |
| 5.                        | Movistar Team             | + 20m34s                  |                           |
| 6.                        | AG2R La Mondiale          | + 25m13s                  |                           |
| 7.                        | Dimension Data            | + 26m26s                  |                           |
| 8.                        | Team Sunweb               | + 27m30s                  |                           |
| 9.                        | Bora-Hansgrohe            | + 30m29s                  |                           |
| 10.                       | Groupama-FDJ              | + 30m40s                  |                           |

## Abandonos
- Tanel Kangert, não tomou a saída ao não recuperar dos seus problemas intestinais.[2]